# Floyd Rose

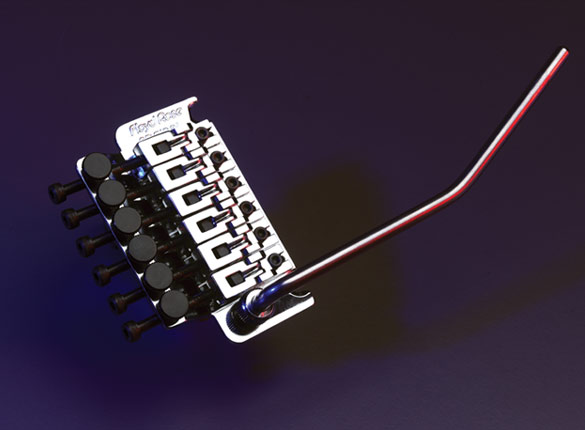

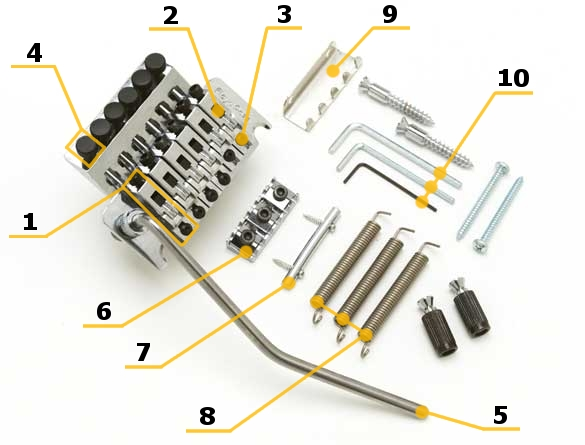
1 — Седло
2 — Сухарь для крепления струны
3 — Винт для регулировки мензуры
4 — Болт микроподстройки
5 — Рычаг тремоло
6 — Чашка топлока на топлоке
7 — Ретейнер
8 — Пружины
9 — Держатель пружин
10 — Шестигранные ключи

Floyd Rose (рус. Фло́йд Ро́уз; также известная как «whammy bar») — система тремоло (вибрато), впервые использованная на электрогитаре. Система получила название по имени её изобретателя — Флойда Роуза. Оно стало общепринятым термином для обозначения данного типа тремоло-системы. Несмотря на то, что существуют аналогичные конструкции от других производителей, Floyd Rose обладает патентом на данную разработку.
Система включает в себя «топлок» — механизм, фиксирующий струны у верхнего порожка, и «плавающий» нижний порожек. Запирающая система снижает нагрузку на колки и помогает сохранять строй струн, в то время как плавающий нижний порожек позволяет изменять натяжение струн, влияя на высоту звучащих нот. Когда струны зажаты с помощью топлока, настройка гитары с использованием колков невозможна. Обычно гитара настраивается перед закреплением топлока, а для последующей микронастройки используются специальные винты микроподстройки, имеющиеся на нижнем порожке системы Floyd Rose.
Плавающий нижний порожек позволяет вытягивать ноты по высоте вверх, чего не могли делать предшественники «Floyd Rose». Это позволяет гитаристам использовать очень широкие диапазоны вибрато и создавать новые, недостижимые другим способом звучания. К недостаткам системы относятся относительно высокие требования к точности настройки, эксплуатации и уходу: перемещение гитары в пространстве может привести к тому, что нижний порожек отклонится от центрального положения, и строй гитары изменится; слишком сильное давление при глушении струн ладонью также может наклонить порожек; замена струн при переходе на комплект с другим натяжением занимает значительно больше времени и требует подстройки пружин; опоры седла требуют периодической смазки.
Использование «Floyd Rose» было популяризовано Эдди Ван Халеном. Многие известные современные гитаристы (Джо Сатриани, Стив Вай и т. д.) часто используют «Floyd Rose» в своих работах для создания звуков, которые невозможно было получить раньше с помощью традиционных («vintage») тремоло-систем. В стиле metal «whammy bar» используется для создания уникальных «расстроенных» звучаний: например, композиция Slayer «Raining Blood» включает в себя соло, состоящее исключительно из звуков, полученных с помощью «раскачивания» одной ноты с помощью тремоло-системы. Даймбэг Даррелл, гитарист группы Pantera, использовал тремоло для эффекта, получившего название «Dime squeel», когда натуральные флажолеты извлекаются левой рукой, а правая управляет их высотой; Том Морелло (англ. Tom Morello) из Rage Against the Machine и Audioslave использовал «whammy bar», «whammy pedal» и переключатель звукоснимателей для создания звуков в духе хип-хоп-музыки.
Существуют аналоги «Floyd Rose», основанные не на механическом действии (натягивании или спускании струн), а на обработке уже преобразованных в электрическую форму сигналов. Один из них — «Digitech’s Whammy Pedal». Когда система «Floyd Rose» стала достаточно известной, некоторые производители клавишных добавили колёсико плавного управления высотой нот к своим инструментам, которое позволяет управлять высотой нот электронным способом, минуя тем самым основные недостатки механической тремоло-системы.